# إرام حق
إرام حق (بالنرويجية البوكمول: Iram Haq)‏ هي عارضة ومغنية ومخرجة وممثلة نرويجية، ولدت في 1976 بأوسلو في النرويج.

## وصلات خارجية
- إرام حق على موقع IMDb (الإنجليزية)
- إرام حق على موقع ألو سيني (الفرنسية)
- إرام حق على موقع أول موفي (الإنجليزية)
- إرام حق على موقع قاعدة بيانات الأفلام السويدية (السويدية)
- إرام حق على موقع قاعدة بيانات الفيلم (الإنجليزية)
- إرام حق على موقع كينوبويسك (الروسية)